# Anne-Bolette Jill Gude
Anne-Bolette Jill Gude (født 1964) er læge på Bispebjerg Hospital og tidligere fotomodel og tv-vært. 

## Karriere
Anne-Bolette Jill Gude blev landskendt under navnet Bolette Christophersen, da hun var studievært på Eleva2ren på TV2 i 1993. Hun afløste Janni Hansen som medvært til Ole Stephensen, og hun var vært på programmet i tre måneder fra den 3. september indtil den 3. december 1993. Til hendes første Eleva2ren-program var der halvanden million seere, der så med.
I 1985 deltog hun i skønhedskonkurrencen Miss World for Sverige, hvor hun nåede semifinalen. Fra 1990, og et år frem, var hun nyhedsoplæser på TV3 i Sverige, og i 1992 blev hun uddannet læge fra det svenske universitet Karolinska Institutet i Stockholm. I 1998 vendte hun tilbage til skærmen på TV Danmark, hvor hun var vært på skadestueprogrammet Trauma.
Fra 1998 til 2000 var hun vært på TV3 Danmarks kriminalmagasin Efterlyst.
Hun stoppede derefter mediekarrieren og blev i 2004 speciallæge i klinisk farmakologi.

## Privat
Anne-Bolette Jill Gude er gift med den bedrageridømte finansmand Steen Gude og har bopæl i Schweiz. Parret har et sommerhus på Bornholm.